# Pandanus rusticus
Pandanus rusticus är en enhjärtbladig växtart som beskrevs av Benjamin Clemens Masterman Stone. Pandanus rusticus ingår i släktet Pandanus och familjen Pandanaceae. Inga underarter finns listade.